# Dva divoši
Dva divoši je kniha Ernesta Thompsona Setona popisující příběh mladého chlapce Yana, který touží poznat přírodu a žít jako Indián. V kanadské přírodě prožívá svá dobrodružství spolu se svým kamarádem Samem. Kniha je rozdělena do tří částí: Yan v Glenyanu, Sanger a Sam a V lese.

## Děj

### Yan v Glenyanu
Plachý chlapec Yan se ze všeho nejraději zajímá o Indiány, jejich moudra a život v lese. Vyrůstá v Bonnertonu (pseudonym pro malé Toronto 90. let 19. století) v chudé rodině s přísným otcem, pobožnou matkou a několika sourozenci. V každé volné chvíli utíká do přírody, kde je uchvacován spoustou zvířat a rostlin. Trápí ho ale, že nezná jejich názvy. Zatím největší událostí v Yanově životě se stane vydání knihy o kanadských ptácích, kterou si však nemůže kvůli finanční situaci dovolit. Začne pracovat a knihu si nakonec pořídí. Při výletech do přírody objeví jedno údolí, které ho tak uchvátí, že jej pojmenuje Yanovo údolí a postaví si zde vlastní příbytek. Vyrobí si první luk a šípy, dýmku míru a indiánské náhrdelníky. Chatu ale zničí 3 tuláci a Yana to zasáhne tak, až začne mít zdravotní problémy, ze kterých se ale dostane a znovu začne vyrážet za dobrodružstvím do přírody.

### Sanger a Sam
Když bylo Yanovi čtrnáct let, rychle rostl a byl hubený; proto jej lékař doporučil poslat na venkov. A tak byl Yan poslán na statek Williama Raftena v Sangeru. Tam se skamarádí s Williamovým synem Samem. Oba dva touží po dobrodružství v přírodě a postaví si teepee u potoka a hráz, aby se mohli v horkých dnech koupat. Celou dobu jim pomáhá a radí starý Caleb Clark, bývalý lovec kožešin a stopař. Ukazuje jim jak rozdělat oheň pomocí třecích dřívek, jak vyrobit luk a šípy a jak s nimi zacházet. Dobrodružství chlapců začne pozorovat chlapec ze sousední farmy, Guy Burns. Ze začátku jej Yan a Sam berou jako nepřítele, ale když zjistí, že si chce Guy také hrát na indiány, je přijat do kmene. Chlapci si užívají chvíle v přírodě, i když hádkám se neubrání. Rozmíšky ale netrvají dlouho a vždy brzy zakopou válečnou sekeru.

### V lese
Chlapce už nebaví neustálé přecházení ze statku do tábora. Rozhodnou se strávit 14 dní ve svém táboře jako správní Indiáni. Svůj život v přírodě si zpříjemňovali hrami, ve kterých lovili vysokou zvěř (vycpaný pytel slámou), pořádali lov na přemnožené sysly, vyráběli si indiánské válečné čelenky, buben i mokasíny a učili se indiánské moudrosti a dovednostem. Netrvá to dlouho a v blízkém hospodářství se vytvoří nepřátelský kmen. Oba kmeny mezi sebou bojují, získají různými boji nepřátelské skalpy, ale poté uzavřou příměří a spojí se dohromady a podniknou dobrodružnou cestu do neznámých míst kanadské přírody. Na konci knihy je Yan zvolen náčelníkem kmene a chlapci se vrací zpět na statek.

## Autor a kniha
Kniha je autobiografický román Ernesta Thompsona Setona. Je doplněna autorovými kresbami, návody na výrobu různých indiánských náčiní i hrami do přírody. Autor zde líčí svůj silný vztah k přírodě a přátelům.
| „                       | Protože jsem poznal muka žíznivé touhy, chtěl bych vyhloubit studnu, z které by i jiní mohli pít. | “ |
| — Ernest Thompson Seton |                                                                                                   |   |